# Красна Люнда
Кра́сна Лю́нда (рос. Красная Люнда, марій. Йошкар Люнда) — присілок у складі Юринського району Марій Ел, Росія. Входить до складу Мар'їнського сільського поселення.

## Населення
Населення — 188 осіб (2010; 296 у 2002).
Національний склад (станом на 2002 рік):
- росіяни — 98 %